# Pica serica
La urraca oriental (Pica serica) es una especie de ave paseriforme de la familia Corvidae propia del este de Asia. Se extiende desde el norte de Birmania a Indochina, por el este de China, hasta Corea y el suroeste de Rusia, además de Taiwán.
En comparación con la urraca común, la urraca oriantal tiene un tamaño similar, pero es más robusta, tiene las alas proporcionalmente más largas y la cola más corta. La espalda, la cola y especialmente las rémiges muestran una intensa iridiscencia azul violácea con algunos tonos verdes. 

## Taxonomía
Anteriormente se consideraba una subespecie de la urraca común (Pica pica), pero un ampio estudio que comparó 813 de secuencias de ADN mitocondrial en todo el género Pica descubrió que la urraca oriental se había aislado reproductivamente antes que la urraca de Nuttall (Pica nuttalli),  Norteamérica, aproximadamente hace unos 5 – 4,5 millones de años, por lo que o bien se separaba a la urraca oriental en una especie separada, o bien se engloba a todo el género en una sola especie, y se optó por la primera opción.